# En dans
En dans is een nummer van de Belgische band Clouseau uit 2001. Het is de tweede single van hun gelijknamige dertiende studioalbum.
Het vrolijke en dansbare nummer werd een hit in Vlaanderen, met een 15e positie in de Vlaamse Ultratop 50. In 2002 kwam het nummer ook de Nederlandse Single Top 100 binnen, waar het met een 81e positie minder succesvol was dan in Vlaanderen.